# Luis de Santa María Nanacacipactzin
Luis de Santa María Nanacacipactzin (Tenochtitlán, ... – 27 dicembre 1565) fu l'ultimo tlatoani ("re") dell'altepetl Nahua di Tenochtitlán, oltre che suo governatore (gobernador) durante il dominio spagnolo.

## Biografia
Il precedente re, Cristóbal de Guzmán Cecetzin, era morto nel 1562, e Nanacacipactzin si insediò il 30 settembre 1563 governando fino alla morte avvenuta il 27 dicembre 1565.
Con la morte di Nanacacipactzin terminò il governo di Tenochtitlan gestito dalla dinastia tlatoque (plurale di tlatoani). Come governatore fu sostituito nel 1568 da Francisco Jiménez, nativo di Tecamachalco.
Il nome in lingua nahuatl, Nanacacipactli (o Nanacacipactzin nella forma onorifica), significa letteralmente "alligatore fungo". Sembra che il nome di nascita fosse semplicemente Cipactli "alligatore", e che "fungo" sia stato aggiunto come soprannome.